# West Coast Region (Gambia)
Die West Coast Region (vormals: Western Division und Western Region) ist eine von sechs Verwaltungseinheiten des westafrikanischen Staat Gambia. Die Region entspricht der Local Government Area Brikama.

## Geographie
Die 1764 km² große Region, mit dem Sitz der Verwaltungseinheit in Brikama (84.608 Einwohnern), ist weiter unterteilt in neun Distrikte. Mit 594.854 Einwohnern (Berechnung 2013) ist es die dichtbevölkertste Region Gambias. Die Region erstreckt sich von der atlantischen Küste südlich des Gambia-Flusses bis zur Lower River Region im Osten. Im Norden grenzt die Kombo-St. Mary Area, die ein Distrikt der Greater Banjul Area ist, an den Distrikt Kombo North. Brikama, im Distrikt Kombo Central, ist mit 101.119 Einwohnern die größte Ortschaft in der Western Region.

### Distrikte
Die neun Distrikte sind: Kombo North, Kombo South, Kombo Central, Kombo East, Foni Brefet, Foni Bintang-Karanai, Foni Kansala, Foni Bondali und Foni Jarrol.

### Ortschaften
Die zehn größten Orte sind:
- Brikama, 84.608
- Lamin, 39.183
- Nema Kunku, 36.134
- Brufut, 31.749
- Sukuta, 31.674
- Gunjur, 22.244
- Wellingara, 16.116
- Busumbala, 13.292
- Yundum, 13.021
- Mandinari, 12.572

## Bevölkerung
Nach einer Erhebung von 1993 (damalige Volkszählung) stellt die größte Bevölkerungsgruppe die der Mandinka mit einem Anteil von rund fünf Zehnteln, gefolgt von den Fula und den Wolof. Die Verteilung im Detail: 45,3 % Mandinka, 11,4 % Fula, 5,8 % Wolof, 27,1 % Jola, 1,2 % Serahule, 2,3 % Serer, 0,3 % Aku, 4,0 % Manjago, 0,4 % Bambara und 2,2 % andere Ethnien.

## Geschichte
Ende 2007 wurde im Rahmen einer Verwaltungsreform aus der ehemaligen Western Division die Western Region. Im Oktober 2010 wurde die Western Region nach West Coast Region geändert um den Charakter der Region im Namen besser deutlich zu machen.

### Einwohnerentwicklung
| \| Jahr \| Einwohnerzahl \| Bemerkung \| \| ---- \| ------------- \| ------------ \| \| 1963 \| 55.393 \| Volkszählung \| \| 1973 \| 91.013 \| Volkszählung \| \| 1983 \| 137.245 \| Volkszählung \| \| 1993 \| 234.917 \| Volkszählung \| \| 2003 \| 392.987 \| Volkszählung \| \| 2005 \| 428.104 \| Berechnung \| \| 2006 \| 446.680 \| Berechnung \| \| 2007 \| 465.947 \| Berechnung \| \| 2008 \| 486.710 \| Berechnung \| \| 2009 \| 507.595 \| Berechnung \| \| 2010 \| 529.280 \| Berechnung \| \| 2012 \| 574.967 \| Berechnung \| \| 2013 \| 594.854 \| Berechnung \| |               |              |
| Jahr | Einwohnerzahl | Bemerkung    |
| 1963 | 55.393        | Volkszählung |
| 1973 | 91.013        | Volkszählung |
| 1983 | 137.245       | Volkszählung |
| 1993 | 234.917       | Volkszählung |
| 2003 | 392.987       | Volkszählung |
| 2005 | 428.104       | Berechnung   |
| 2006 | 446.680       | Berechnung   |
| 2007 | 465.947       | Berechnung   |
| 2008 | 486.710       | Berechnung   |
| 2009 | 507.595       | Berechnung   |
| 2010 | 529.280       | Berechnung   |
| 2012 | 574.967       | Berechnung   |
| 2013 | 594.854       | Berechnung   |

## Politik
Der Verwaltungseinheit steht ein Gouverneur vor, seit 2009 ist Lamin Sanneh Amtsinhaber dieser Position.

## Persönlichkeiten der Region
Ehrenbürger der West Coast Region
- 2015 – Amadou Samba und Musa Babadinding Ceesay[4]